# Bandido da Luz Vermelha
João Acácio Pereira da Costa (Joinville, 24 de junho de 1942 – Joinville, 5 de janeiro de 1998), conhecido como Bandido da Luz Vermelha, foi um notório criminoso brasileiro.

## Biografia
João Acácio ficou órfão com apenas quatro anos. Ele e seu irmão mais velho, Joaquim Tavares Pereira, passaram, então, a ser criados por um tio. Em 1967, ano em que foi preso em Curitiba (PR), Luz Vermelha contou que ele e o irmão eram submetidos a trabalhos forçados pelo tio em troca de comida. O criminoso disse ainda que ambos foram torturados física e psicologicamente pelo parente, que negou as acusações.
Quando pré-adolescente, foi estuprado por meninos mais velhos que eram seus rivais. Essas agressões sofridas parecem ter despertado seus piores instintos.
Na adolescência, foi morar no estado de São Paulo fugindo dos furtos que praticou no seu estado natal, fixando residência na cidade de Santos, onde se dizia filho de fazendeiros e bom moço e levava uma vida pacata no lugar que escolheu para morar, mas, ao contrário do "bom moço", praticava seus crimes em São Paulo e voltava incólume para Santos. 
Também praticou roubos e desmanches de carros no Rio de Janeiro. “Ia para o Rio de ônibus e voltava de carro. Chegou a roubar 50 veículos”, conta o jornalista e escritor Gonçalo Junior, autor do livro “Famigerado! — A História de Luz Vermelha, o bandido que aterrorizou São Paulo”.
Enganava a polícia se passando por quatro assaltantes diferentes: o bandido incendiário que tocava fogo nos corredores das casas para provocar pânico e acordar os moradores, o bandido mascarado que roubava joias, o bandido macaco, por usar um macaco de carro para abrir as janelas, e o Bandido da Luz Vermelha, apelido que ganhou por usar uma lanterna de aro avermelhado que comprou em uma antiga loja de departamentos da Mappin.
Chegou a praticar assaltos quatro dias por semana, sempre das 2 às 4 horas da madrugada. Foram mais de cinco anos de perturbação pública, com dezenas de assaltos, estupros e homicídios atribuídos a ele pela polícia. Sua preferência era por mansões e tinha um estilo próprio de cometer os crimes, como, sempre nas últimas horas da madrugada e cortando a energia da casa, usando um lenço para cobrir o rosto e sua principal marca: carregava uma lanterna com uma lente vermelha. Tudo isto chamou a atenção da imprensa, que o apelidou de "Bandido da Luz Vermelha", em referência ao notório criminoso estadunidense Caryl Chessman, que tinha o mesmo apelido.
Luz Vermelha era vaidoso, vestia-se de forma a chamar atenção, sempre com cores vivas, chapéus extravagantes e lenços de caubói cobrindo o rosto. Gostava de usar perucas. Costumava também se passar por músico, carregando a tiracolo uma guitarra que havia roubado.
Gastava o dinheiro obtido nos assaltos com mulheres e boates e a polícia levou seis anos para identificá-lo, conseguindo isso após ele deixar suas impressões digitais na janela de uma mansão.

## Prisão
João Acácio foi preso em 8 de agosto de 1967 na cidade de Curitiba, após a polícia descobrir que ele vivia sob a identidade falsa de Roberto da Silva.
No interrogatório, ele confessou quatro crimes:
- O primeiro teria ocorrido em 3 de outubro de 1966, quando o estudante de 19 anos Walter Bedran, ao tentar surpreender o bandido que acabara de invadir o quintal de sua residência no Sumaré, foi alvejado com um tiro na cabeça.
- Dez dias depois, a vítima foi o operário José Enéas da Costa, 23, morto durante uma briga com o criminoso em um bar no bairro da Bela Vista.
- Em 7 de junho de 1967, no Jardim América, o industrial Janosh von Christian de Száraspatak, ao reagir a uma tentativa de roubo, foi assassinado numa troca de tiros.
- Em 6 de julho de 1967, João Acácio ainda matou o vigia José Fortunato, que tentou impedir sua entrada na mansão em que fazia guarita, no bairro do Ipiranga.

Por conta disso, ele foi condenado por quatro assassinatos, sete tentativas de homicídio e 77 assaltos, com uma pena de 351 anos, 9 meses e três dias de prisão.
Nunca ficou comprovado, porém, que Acácio cometeu estupro ou que teve relações sexuais com suas vítimas.

## Liberdade
Após cumprir os 30 anos previstos em lei, foi libertado na noite do dia 26 de agosto de 1997 e retornou para a cidade de Joinville, mantendo uma certa popularidade, pois tinha obsessão em vestir roupas vermelhas e quando alguém lhe pedia um autógrafo, ele simplesmente escrevia a palavra "Autógrafo".

## Morte
Após quatro meses e vinte dias em liberdade, João foi assassinado com um tiro de espingarda no dia 5 de janeiro de 1998, durante uma briga em um bar.
Conforme informado na época pelo jornal "Notícias Populares", o algoz do ex-detento alegou ter efetuado o disparo para salvar a vida do irmão, que fora agarrado e ameaçado com uma faca depois de um desentendimento por causa de um suposto assédio sexual cometido por Luz Vermelha contra a mãe e a mulher do algoz.
Em novembro de 2004, o algoz foi absolvido pela Justiça de Joinville, confirmando que o ato foi em legítima defesa.

## Cultura popular

### Cinema
- Sua vida de crimes inspirou o filme O Bandido da Luz Vermelha de 1968, do cineasta Rogério Sganzerla,[3] em que foi vivido pelo ator Paulo Villaça. Apesar de ser um filme verídico, o final foi alterado para que o seu personagem cometesse suicídio.

- "Luz nas trevas - A volta do bandido da luz vermelha", é a sequência do primeiro filme de Rogério Sganzerla e foi um dos selecionados para a competição internacional do 63º Festival de Locarno, na Suíça. O filme tem direção de Ícaro Martins e Helena Ignez, viúva de Rogério Sganzerla, estrelado pelo cantor Ney Matogrosso, tendo sido rodado em 2009 e estreou em 2010.[10][11][12][13][14][15]

### Televisão
- Foi tema do programa Linha Direta Justiça, da Rede Globo.

- O bandido foi satirizado pelos humoristas do programa Hermes & Renato, da MTV, onde fez um clipe com "Demo Lock MC" (uma sátira de Satanás).

### Livros
- Em 2019, sua história foi contada no livro “Famigerado! — A História de Luz Vermelha, o bandido que aterrorizou São Paulo”, de autoria do jornalista e escritor Gonçalo Junior.[3]

### Música
- Virou música nas mãos do grupo de rock Ira! em Rubro Zorro, que abre o terceiro disco Psicoacústica (1988) e a faixa ainda possui algumas falas do filme O Bandido da Luz Vermelha de 1968, do cineasta Rogério Sganzerla.

- O cantor de horrorcore, Patrick Horla, também fez uma citação de sua personalidade como base para a canção "O bandido da lupa vermelha".[16]